# Combes (Teksas)
Combes – miasto w Stanach Zjednoczonych, w stanie Teksas, w hrabstwie Cameron.